# Ачуч-Пачуч
Ачуч-Пачуч (Achoych-Pachoych), Ачоч-Мачоч — у вірменській міфології карлики, які мешкають на краю світу; остання людська раса перед кінцем світу.
Згідно з повір'ям, люди поступово зменшуються, досягаючи врешті-решт розміру, що дозволяє їм пройти через вушко голки.

## Ресурси Інтернета
- История Армении